# Сандра Клеменшиц
Сандра Клеменшиц (нім. Sandra Klemenschits; нар. 13 листопада 1982) — колишня австрійська тенісистка.
Найвищу одиночну позицію світового рейтингу — 318 місце досягла 11 червня 2001, парну — 55 місце — 17 березня 2014 року.
Здобула 5 одиночних та 1 парний титул.
Найвищим досягненням на турнірах Великого шолома було 2 коло в парному розряді.
Завершила кар'єру 2016 року.

## Фінали турнірів WTA

### Парний розряд: 3 (1–2)
| Перемога — Легенда            |
| ----------------------------- |
| Турніри Великого шолома (0–0) |
| Premier M & Premier 5 (0–0)   |
| Premier (0–0)                 |
| International (1–2)           |

| Фінали за покриттям |
| ------------------- |
| Тверде (0–1)        |
| Ґрунт (1–1)         |
| Трава (0–0)         |
| Килим (0–0)         |

| Результат | Ранг | Дата           | Турнір                                  | Покриття | Партнерка         | Суперниці                                 | Рахунок  |
| --------- | ---- | -------------- | --------------------------------------- | -------- | ----------------- | ----------------------------------------- | -------- |
| Поразка   | 1.   | 21 травня 2005 | Istanbul Cup, Туреччина                 | Тверде   | Даніела Клеменшиц | Марта Марреро Антонелла Серра-Дзанетті    | 4–6, 0–6 |
| Поразка   | 2.   | 24 квітня 2011 | Гран-прі принцеси Лалли Мер'єм, Марокко | Ґрунт    | Ніна Братчикова   | Андреа Сестіні Главачкова Рената Ворачова | 3–6, 4–6 |
| Перемога  | 1.   | 21 липня 2013  | Gastein Ladies, Австрія                 | Ґрунт    | Андрея Клепач     | Крістіна Барруа Елені Даніліду            | 6–1, 6–4 |

## Фінали ITF

### Одиночний розряд: 8 (5–3)
| турніри $100,000 |
| турніри $75,000  |
| турніри $50,000  |
| турніри $25,000  |
| турніри $10,000  |

| Результат | Ранг | Дата           | Турнір                       | Покриття | Суперниця               | Рахунок                    |
| --------- | ---- | -------------- | ---------------------------- | -------- | ----------------------- | -------------------------- |
| Перемога  | 1.   | 31 липня 2000  | Рабат, Марокко               | Ґрунт    | Катерина Кожокіна       | 7–5, 6–1                   |
| Перемога  | 2.   | 2 жовтня 2000  | Каїр, Єгипет                 | Ґрунт    | Зузана Кучова           | 1–4, 2–4, 4–1, 5–4(4), 5–3 |
| Перемога  | 3.   | 23 квітня 2001 | Борнмут, Велика Британія     | Ґрунт    | Наталія Єгорова         | 4–6, 6–2, 6–0              |
| Перемога  | 4.   | 15 жовтня 2001 | Гіза, Єгипет                 | Ґрунт    | Гульнара Фаттахетдінова | 6–3, 6–3                   |
| Поразка   | 1.   | 15 квітня 2002 | Хвар, Хорватія               | Ґрунт    | Едіна Галловіц          | 6–2, 6–1                   |
| Поразка   | 2.   | 28 липня 2003  | Гардоне-Валь-Тромпія, Італія | Ґрунт    | Аліче Канепа            | 6–2, 6–3                   |
| Перемога  | 5.   | 12 січня 2005  | Дубай, ОАЕ                   | Тверде   | Кіра Надь               | 6–4, 6–1                   |
| Поразка   | 3.   | 26 червня 2006 | Аніф, Австрія                | Ґрунт    | Каталін Мароші          | walkover                   |

### Парний розряд: 83 (40–43)
| турніри $100,000 |
| турніри $75,000  |
| турніри $50,000  |
| турніри $25,000  |
| турніри $10,000  |

| Результат | Ранг | Дата              | Турнір                            | Покриття   | Партнерка               | Суперниці                                  | Рахунок             |
| --------- | ---- | ----------------- | --------------------------------- | ---------- | ----------------------- | ------------------------------------------ | ------------------- |
| Перемога  | 1.   | 31 липня 2000     | Рабат, Марокко                    | Ґрунт      | Даніела Клеменшиц       | Б'янка Кампер Катерина Кожокіна            | 7–6(4), 6–0         |
| Поразка   | 1.   | 21 серпня 2000    | Касторія, Греція                  | Килим      | Даніела Клеменшиц       | Елені Даніліду Еваґелія Руссі              | 6–3, 6–4            |
| Перемога  | 2.   | 2 жовтня 2000     | Каїр, Єгипет                      | Ґрунт      | Даніела Клеменшиц       | Андреа Масарикова Аліенор Трісеррі         | 4–1, 4–1, 4–2       |
| Перемога  | 3.   | 9 жовтня 2000     | Каїр, Єгипет                      | Ґрунт      | Даніела Клеменшиц       | Барбора Благутякова Зузана Кучова          | 4–0, 4–0, 4–0       |
| Перемога  | 4.   | 18 листопада 2000 | Беер-Шева, Ізраїль                | Тверде     | Даніела Клеменшиц       | Джулія Меруцці Леонне Мюллер Ван Моппе     | 4–0, 4–0, 5–3       |
| Поразка   | 2.   | 27 листопада 2000 | Арад (Ізраїль)                    | Тверде     | Даніела Клеменшиц       | Джулія Меруцці Леонне Мюллер ван Моппе     | 5–4(4), 4–1, 4–2    |
| Поразка   | 3.   | 12 лютого 2001    | Фару                              | Тверде     | Даніела Клеменшиц       | Ольга Виметалкова Габріела Навратілова     | 6–0, 6–2            |
| Перемога  | 5.   | 5 березня 2001    | Бухен, Німеччина                  | Килим (i)  | Даніела Клеменшиц       | Адрієнн Хегюдюш Естер Мольнар              | 7–6(5), 7–6(8)      |
| Перемога  | 6.   | 2 квітня 2001     | Афіни, Греція                     | Ґрунт      | Даніела Клеменшиц       | Маріяна Ковачевич Биляна Павлова-Димитрова | 6–3, 7–5            |
| Перемога  | 7.   | 16 квітня 2001    | Белград, Югославія                | Ґрунт      | Даніела Клеменшиц       | Драгана Ілич Ана Тимотич                   | 6–2, 6–1            |
| Поразка   | 4.   | 23 квітня 2001    | Борнмут, Велика Британія          | Ґрунт      | Даніела Клеменшиц       | Макі Арай Джулія Сміт                      | 6–7(4), 6–3, 6–3    |
| Перемога  | 8.   | 7 травня 2001     | Тортоса, Іспанія                  | Ґрунт      | Даніела Клеменшиц       | Северін Бельтрам Капучін Руссо             | 6–3, 6–3            |
| Поразка   | 5.   | 28 травня 2001    | Б'єлла, Італія                    | Ґрунт      | Даніела Клеменшиц       | Жоана Кортез Ванесса Менга                 | 7–6(4), 4–6, 6–3    |
| Поразка   | 6.   | 23 червня 2001    | Бостад, Швеція                    | Ґрунт      | Даніела Клеменшиц       | Ліенн Бейкер Маніша Малхотра               | 6–3, 6–1            |
| Поразка   | 7.   | 6 серпня 2001     | Гехінген (Цоллернальб), Німеччина | Ґрунт      | Даніела Клеменшиц       | Магдалена Кучерова Лідія Штайнбах          | 5–7, 6–2, 6–1       |
| Поразка   | 8.   | 1 жовтня 2001     | Пльзень, Чехія                    | Килим (i)  | Даніела Клеменшиц       | Ольга Виметалкова Габріела Навратілова     | 6–2, 6–3            |
| Перемога  | 9.   | 15 жовтня 2001    | Гіза, Єгипет                      | Ґрунт      | Даніела Клеменшиц       | Олена Антипіна Юліана Федак                | 6–4, 6–3            |
| Поразка   | 9.   | 22 жовтня 2001    | Каїр, Єгипет                      | Ґрунт      | Даніела Клеменшиц       | Гульнара Фаттахетдінова Олена Яришко       | 7–6(2), 6–3         |
| Перемога  | 10.  | 19 листопада 2001 | Майорка, Іспанія                  | Ґрунт      | Даніела Клеменшиц       | Сільвія Дісдері Анна Флоріс                | 7–5, 6–4            |
| Перемога  | 11.  | 26 листопада 2001 | Майорка, Іспанія                  | Ґрунт      | Даніела Клеменшиц       | Сільвія Дісдері Анна Флоріс                | 6–3, 6–4            |
| Перемога  | 12.  | 15 квітня 2002    | Хвар, Хорватія                    | Ґрунт      | Даніела Клеменшиц       | Олена Антипіна Ленка Тварошкова            | 4–6, 6–3, 6–0       |
| Поразка   | 10.  | 22 квітня 2002    | Цавтат, Хорватія                  | Ґрунт      | Даніела Клеменшиц       | Сусанне Трік Сюзанне ван Гартінґсвелдт     | 6–1, 6–3            |
| Перемога  | 13.  | 6 травня 2002     | Задар, Хорватія                   | Ґрунт      | Даніела Клеменшиц       | Тіна Герголд Санда Мамич                   | 6–4, 6–4            |
| Перемога  | 14.  | 17 червня 2002    | Велп, Нідерланди                  | Ґрунт      | Даніела Клеменшиц       | Гелена Еєсон Кіка Гоґендорн                | 6–2, 6–1            |
| Перемога  | 15.  | 23 вересня 2002   | Шопрон, Угорщина                  | Ґрунт      | Даніела Клеменшиц       | Мілена Неквапілова Гана Шромова            | 6–7(2), 6–2, 6–2    |
| Поразка   | 11.  | 7 квітня 2003     | Анталія, Туреччина                | Ґрунт      | Даніела Клеменшиц       | Зузана Черна Владіміра Угліржова           | 6–3, 6–2            |
| Перемога  | 16.  | 28 квітня 2003    | Пула, Хорватія                    | Ґрунт      | Даніела Клеменшиц       | Яна Макурова Зузана Земенова               | 6–2, 6–2            |
| Поразка   | 12.  | 26 травня 2003    | Задар, Хорватія                   | Ґрунт      | Даніела Клеменшиц       | Мервана Югич-Салкич Дарія Юрак             | 6–3, 6–1            |
| Поразка   | 13.  | 28 липня 2003     | Гардоне-Валь-Тромпія, Італія      | Ґрунт      | Даніела Клеменшиц       | Кільдін Шевальє Сільвія Дісдері            | 6–4, 6–2            |
| Поразка   | 14.  | 4 серпня 2003     | Гехінген, Німеччина               | Ґрунт      | Даніела Клеменшиц       | Анжеліка Бахманн Ясмін Вер                 | 6–1, 6–4            |
| Поразка   | 15.  | 15 вересня 2003   | Софія, Болгарія                   | Ґрунт      | Даніела Клеменшиц       | Дессислава Топалова Драгана Зарич          | 6–3, 7–5            |
| Поразка   | 16.  | 12 січня 2004     | Дубай, ОАЕ                        | Тверде     | Даніела Клеменшиц       | Гульнара Фаттахетдінова Гана Шромова       | 6–3, 4–6, 6–4       |
| Поразка   | 17.  | 8 березня 2004    | Рим, Італія                       | Ґрунт      | Даніела Клеменшиц       | Аліче Канепа Емілі Стеллато                | 6–3, 2–6, 6–4       |
| Поразка   | 18.  | 29 березня 2004   | Рабат, Марокко                    | Ґрунт      | Даніела Клеменшиц       | Марія Фернанда Алвеш Карла Тіене           | 6–1, 7–6(5)         |
| Перемога  | 17.  | 26 квітня 2004    | Таранто, Італія                   | Ґрунт      | Даніела Клеменшиц       | Штефані Гайднер Патріція Вартуш            | 6–2, 6–1            |
| Поразка   | 19.  | 16 серпня 2004    | Енсхеде, Нідерланди               | Ґрунт      | Даніела Клеменшиц       | Сусанне Трік Тессі ван де Вен              | 4–6, 6–0, 6–4       |
| Поразка   | 20.  | 23 серпня 2004    | Алфен-ан-ден-Рейн, Нідерланди     | Ґрунт      | Даніела Клеменшиц       | Леслі Буткевіч Евелін Ваніфте              | 7–5, 6–3            |
| Поразка   | 21.  | 4 жовтня 2004     | Жирона, Іспанія                   | Ґрунт      | Даніела Клеменшиц       | Еріка Краут Ясмін Вер                      | 2–6, 6–4, 6–3       |
| Перемога  | 18.  | 13 грудня 2004    | Валашке Мезиржичі, Чехія          | Тверде (i) | Даніела Клеменшиц       | Луціє Градецька Ева Грдінова               | walkover            |
| Перемога  | 19.  | 12 січня 2005     | Дубай, ОАЕ                        | Тверде     | Даніела Клеменшиц       | Христина Григорян Оксана Любцова           | 7–5, 6–1            |
| Поразка   | 22.  | 24 січня 2005     | Бельфор, Франція                  | Тверде (i) | Даніела Клеменшиц       | Мішелль Герардс Анаушка ван Ексел          | 6–1, 4–2 ret.       |
| Поразка   | 23.  | 15 березня 2005   | Морелія, Мексика                  | Тверде     | Даніела Клеменшиц       | Хорхеліна Краверо Вероніка Сп'єхель        | 6–4, 6–2            |
| Поразка   | 24.  | 29 березня 2005   | Поса-Ріка, Мексика                | Тверде     | Даніела Клеменшиц       | Седа Норландер Мара Сантанджело            | 6–2, 4–6, 6–3       |
| Поразка   | 25.  | 30 травня 2005    | Раанана, Ізраїль                  | Тверде     | Даніела Клеменшиц       | Ципора Обзилер Шахар Пеєр                  | 7–6(2), 1–6, 6–2    |
| Поразка   | 26.  | 6 червня 2005     | Загреб, Хорватія                  | Ґрунт      | Даніела Клеменшиц       | Луціє Градецька Владіміра Угліржова        | 6–2, 6–2            |
| Поразка   | 27.  | 24 квітня 2006    | Кань-сюр-Мер, Франція             | Ґрунт      | Даніела Клеменшиц       | Софі Лефевр Орелі Веді                     | 2–6, 6–4, 7–6(1)    |
| Поразка   | 28.  | 21 червня 2006    | Фонтанафредда, Італія             | Ґрунт      | Даніела Клеменшиц       | Андреа Сестіні Главачкова Рената Ворачова  | 6–4, 6–4            |
| Поразка   | 29.  | 26 червня 2006    | Аніф, Австрія                     | Ґрунт      | Даніела Клеменшиц       | Каталін Мароші Маріна Таваріс              | 3–6, 7–6(2), 6–3    |
| Поразка   | 30.  | 18 липня 2006     | Дармштадт, Німеччина              | Ґрунт      | Даніела Клеменшиц       | Моніка Нікулеску Євгенія Савранська        | 1–6, 6–0, 6–1       |
| Поразка   | 31.  | 22 серпня 2006    | Білефельд, Німеччина              | Ґрунт      | Даніела Клеменшиц       | Кармен Клашка Юстіна Озга                  | 6–7(1), 6–3, 6–3    |
| Перемога  | 20.  | 31 жовтня 2006    | Ердінг, Німеччина                 | Килим (i)  | Даніела Клеменшиц       | Кармен Клашка Аннетте Кольб                | 1–6, 6–3, 6–2       |
| Перемога  | 21.  | 26 серпня 2008    | Перчах-ам-Вертерзе, Австрія       | Ґрунт      | Барбара Гелльвіґ        | Даліла Якупович Софія Ковалець             | 2–6, 6–2, [10–7]    |
| Перемога  | 22.  | 14 січня 2009     | Глазго, Велика Британія           | Тверде (i) | Клодін Шоль             | Ніколетте ван Ейтерт Вікторія Ємельянова   | 6–3, 4–6, [10–7]    |
| Перемога  | 23.  | 24 лютого 2009    | Біберах-на-Рісі, Німеччина        | Тверде (i) | Мелані Клаффнер         | Крістіна Барруа Івонн Мойсбургер           | 3–6, 6–4, [17–15]   |
| Поразка   | 32.  | 6 квітня 2009     | Торгаут, Бельгія                  | Тверде (i) | Юлія Гергес             | Міхаелла Крайчек Яніна Вікмаєр             | 6–4, 6–0            |
| Поразка   | 33.  | 4 травня 2009     | Бухарест, Румунія                 | Ґрунт      | Юлія Гергес             | Ірина-Камелія Бегу Сімона Халеп            | 2–6, 6–0, [12–10]   |
| Перемога  | 24.  | 26 травня 2009    | Градо, Італія                     | Ґрунт      | Аніко Капрош            | Хорхеліна Краверо Анна Татішвілі           | 6–3, 6–0            |
| Перемога  | 25.  | 15 червня 2009    | Падуя, Італія                     | Ґрунт      | Аніко Капрош            | Елена Пйоппо Валентіна Сульпіціо           | 7–6(4), 6–1         |
| Перемога  | 26.  | 3 серпня 2009     | Монтероні-ді-Лечче, Італія        | Ґрунт      | Патріція Майр-Ахлайтнер | Маргаліта Чахнашвілі Ніколе Клеріко        | 6–3, 6–4            |
| Перемога  | 27.  | 11 серпня 2009    | Трнава, Словаччина                | Ґрунт      | Владіміра Угліржова     | Міхаела Паштікова Даріна Шеденкова         | 6–4, 6–2            |
| Перемога  | 28.  | 8 вересня 2009    | Б'єлла, Італія                    | Ґрунт      | Владіміра Угліржова     | Дар'я Кустова Рената Ворачова              | 4–6, 6–3, [10–6]    |
| Перемога  | 29.  | 14 вересня 2009   | Местре, Італія                    | Ґрунт      | Роміна Опранді          | Крістіна Барруа Івонн Мейсбургер           | 6–4, 6–1            |
| Перемога  | 30.  | 2 грудня 2009     | Пршеров, Чехія                    | Тверде (i) | Андрея Клепач           | Дарія Юрак Каталін Мароші                  | 7–6(3), 3–6, [10–7] |
| Перемога  | 31.  | 14 червня 2010    | Падуя, Італія                     | Ґрунт      | Андрея Клепач           | Клаудія Джовіне Валентіна Сульпіціо        | 4–6, 6–4, [10–5]    |
| Перемога  | 32.  | 21 червня 2010    | Гечо, Іспанія                     | Ґрунт      | Андрея Клепач           | Лу Цзінцзін Лаура Зігемунд                 | 6–0, 6–0            |
| Перемога  | 33.  | 17 серпня 2010    | Оломоуць, Чехія                   | Ґрунт      | Патріція Майр-Ахляйтнер | Івета Герлова Люсі Кріґсманнова            | 6–3, 6–1            |
| Поразка   | 34.  | 13 вересня 2010   | Софія, Болгарія                   | Ґрунт      | Татьяна Марія           | Елені Даніліду Ясмін Вер                   | 6–3, 6–4            |
| Поразка   | 35.  | 6 жовтня 2010     | Барнстепл, Велика Британія        | Тверде (i) | Татьяна Марія           | Андреа Главачкова Міхаелла Крайчек         | 7–6(4), 6–2         |
| Перемога  | 34.  | 18 жовтня 2010    | Сен-Рафаель (Вар), Франція        | Тверде (i) | Татьяна Марія           | Естрелья Кабеса Кандела Лаура Поус Тіо     | 6–2, 6–4            |
| Перемога  | 35.  | 12 квітня 2011    | Касабланка, Марокко               | Ґрунт      | Крістіна Младенович     | Магда Лінетт Катажина Пітер                | 6–3, 3–6, [10–8]    |
| Перемога  | 36.  | 2 серпня 2011     | Гехінген, Німеччина               | Ґрунт      | Татьяна Марія           | Коріна Перковіч Лаура Зігемунд             | 4–6, 6–2, [10–7]    |
| Поразка   | 36.  | 24 серпня 2011    | Стамбул, Туреччина                | Тверде     | Ірена Павлович          | Жюлі Куен Ева Грдінова                     | 6–4, 7–5            |
| Поразка   | 37.  | 25 жовтня 2011    | Барнстепл, Велика Британія        | Тверде (i) | Татьяна Марія           | Ева Бірнерова Енн Кеотавонг                | 7–5, 6–1            |
| Поразка   | 38.  | 19 березня 2012   | Ла-Марса, Туніс                   | Ґрунт      | Мервана Югич-Салкич     | Ульрікке Ейкері Ізабелла Шинікова          | 6–3, 6–4            |
| Перемога  | 37.  | 26 червня 2012    | Штутгарт, Німеччина               | Ґрунт      | Татьяна Марія           | Ленка Юрикова Зузана Лукнарова             | 6–3, 6–2            |
| Поразка   | 39.  | 2 липня 2012      | Б'єлла, Італія                    | Ґрунт      | Татьяна Марія           | Ева Грдінова Мервана Югич-Салкич           | 1–6, 6–3, [10–8]    |
| Поразка   | 40.  | 31 липня 2012     | Trnava, Slovak Republic           | Ґрунт      | Марта Домаховська       | Елена Богдан Рената Ворачова               | 7–6(2), 6–4         |
| Перемога  | 38.  | 7 серпня 2012     | Гехінген, Німеччина               | Ґрунт      | Мервана Югич-Салкич     | Натела Дзаламідзе Рената Ворачова          | 6–2, 6–3            |
| Поразка   | 41.  | 13 листопада 2012 | Завада (гміна Турава), Польща     | Килим (i)  | Крістіна Барруа         | Кароліна Плішкова Крістіна Плішкова        | 6–3, 6–1            |
| Перемога  | 39.  | 4 червня 2013     | Марсель, Франція                  | Ґрунт      | Андрея Клепач           | Ейжа Мугаммад Еллі Вілл                    | 1–6, 6–4, [10–5]    |
| Перемога  | 40.  | 2 серпня 2014     | Пльзень, Чехія                    | Ґрунт      | Рената Ворачова         | Лідія Морозова Анастасія Васильєва         | 6–4, 7–5            |
| Поразка   | 42.  | 16 лютого 2015    | Альтенкірхен, Німеччина           | Килим (i)  | Татьяна Марія           | Антонія Лоттнер Ана Врлич                  | 4–6, 6–3, [9–11]    |
| Поразка   | 43.  | 16 березня 2015   | Севілья, Іспанія                  | Ґрунт      | Діна Пфіценмаєр         | Вікторія Кан Екатеріне Горгодзе            | 3–6, 2–6            |

## Часова шкала виступів на турнірах Великого шолому
| W | Ф | ПФ | ЧФ | #Р | КТ | К# | DNQ | A | NH |

| Турнір                                 | 2009 | 2010 | 2011 | 2012 | 2013 | 2014 | W–L |
| -------------------------------------- | ---- | ---- | ---- | ---- | ---- | ---- | --- |
| Відкритий чемпіонат Австралії з тенісу |      |      |      |      |      | 1р   | 0–1 |
| Відкритий чемпіонат Франції з тенісу   |      |      | 1р   |      |      | 1р   | 0–2 |
| Вімблдонський турнір                   |      |      | 1р   | К1р  | 2р   | 1р   | 1–3 |
| Відкритий чемпіонат США з тенісу       | 1р   |      |      |      | 2р   |      | 1–2 |